# Movimento pela Restauração do Reino da Sérvia
O Movimento pela Restauração do Reino da Sérvia ( em sérvio:  Pokret obnove Kraljevine Srbije (POKS)  ; em sérvio:  Покрет обнове Краљевине Србије    ) é um partido político conservador nacional monarquista na Sérvia, fundado em 2017 após uma divisão dentro do Movimento de Renovação Sérvio ( Srpski pokret obnove ; SPO). O líder do partido é Žika Gojkovic.

## História
O Movimento para a Restauração do Reino da Sérvia foi fundado em 3 de junho de 2017, logo após Gojković e outros terem sido expulsos da SPO após recomendar que o líder do partido Vuk Draškovic deixasse o cargo para se tornar um presidente honorário.   O novo partido foi oficialmente registrado em 17 de julho de 2017 e Gojković foi oficialmente escolhido como líder em 15 de outubro de 2017. 
Antes da divisão, Gojković era um dos três membros da SPO servindo na assembléia nacional. Todos os três foram eleitos nas eleições parlamentares sérvias de 2016 em uma lista eleitoral liderada pelo Partido Progressista Sérvio e todos serviram em conjunto com os progressistas. Os outros dois delegados da SPO permaneceram com o partido. Apesar de deixar a SPO, Gojković não deixou a bancada do Partido Progressista, onde continua a servir com seus ex-colegas do partido. Ao ser escolhido como líder do POKS, ele indicou seu apoio contínuo ao presidente sérvio Aleksandar Vučić . 
Em 12 de outubro de 2017, o Partido Democrata Cristão da Sérvia ( Demohrišćanska stranka Srbije ; DHSS) fundiu-se ao POKS. O presidente do DHSS, Olgica Batić, declarou total apoio aos principais objetivos do Movimento - valores tradicionais, preservando a família, a luta pelos agricultores sérvios e a plena adesão da Sérvia à União Europeia . 
O partido também tem três cadeiras na Assembléia da Voivodina. 